# Discestra brunnescens
Discestra brunnescens là một loài bướm đêm trong họ Noctuidae.